# 平行国度
平行国度（英語：Parallel state），另译平行政府，是美国历史学家罗伯特·帕克斯顿 所提出，用以描述一个在其组织、管理和结构方面类似国家的组织或机构，但它们不是合法的国家或政府的正式组成部分。总的来说，它将国家的政治和社会意识形态传达给群众。

## 鉴别
平行国度不同于更常用的“深層政府”，因为它们通常被一个国家的主流政治精英认可，而深層政府是一个贬义词，用来描述未经已确立的政府机构同意就运作，甚至损害其权威的类似政府机构（例如有自己的法律和法院系统的宗教机构或秘密结社）。
然而，土耳其前总理雷杰普·塔伊普·埃尔多安使用“平行国度”（或“平行结构”）这一术语来描述占据高级官僚和司法职位的法图拉·居连的追随者，这些人被指控企图摧毁埃尔多安政府。这与帕克斯顿最初创造的术语的含义相反，而是类似于“深層政府”这一术语。 
居连运动在土耳其国内影响颇深，据称在与埃尔多安结盟的同时，通过埃尔盖内孔案和大锤行动两起事件限制了土耳其军队的权力。继2013—2014年针对埃尔多安政府的抗议活动之后，居连运动转而反对埃尔多安，后者将他们称为“平行政府”。埃尔多安指责葛兰的追随者策划了2013年的政府腐败丑闻，以及2016年的政变企图。

## 案例
平行国家在极权主义社会中很常见，例如纳粹德国、法西斯意大利、苏联和朝鲜民主主义人民共和国，通常表现为政党、青年组织、休闲组织、劳工集体、工会和民兵等形式。